# SmartScreen-Filter
Der SmartScreen-Filter ist eine Sicherheitsfunktion, die von Microsoft entwickelt wurde und in das Windows-Betriebssystem sowie den Microsoft Edge-Webbrowser integriert ist. Er dient dem Schutz von Benutzern vor potenziell schädlichen Websites, Downloads und Anwendungen, indem er deren Reputation und Gefährdungsgrad analysiert.

## Anwendungsbereiche und Funktionen
Der SmartScreen-Filter stützt sich auf eine Kombination aus rufbasierter Analyse und bekannten Bedrohungsdaten, um Schutz zu bieten. Er hilft Benutzern vor Phishing-Websites, Malware und anderen Online-Bedrohungen zu schützen.

### Web-Browsing
Wenn Microsoft Edge oder den Internet Explorer verwendet wird, um im Internet zu surfen, überprüft der SmartScreen-Filter die besuchten Websites anhand einer ständig aktualisierten Datenbank bekannter bösartiger Websites. Wenn eine Website als potenziell gefährlich eingestuft wird, wird eine Warnmeldung angezeigt, und der Nutzer kann wählen, ob er auf eigenes Risiko fortfahren möchte.

### Download-Schutz
Der SmartScreen-Filter funktioniert auch beim Herunterladen von Dateien aus dem Internet. Er überprüft den Ruf der Datei und ihrer Quelle. Wenn die Datei von einer unbekannten oder potenziell riskanten Quelle stammt, zeigt der SmartScreen eine Warnmeldung an und empfiehlt, sie nicht herunterzuladen.

### Anwendungsreputation

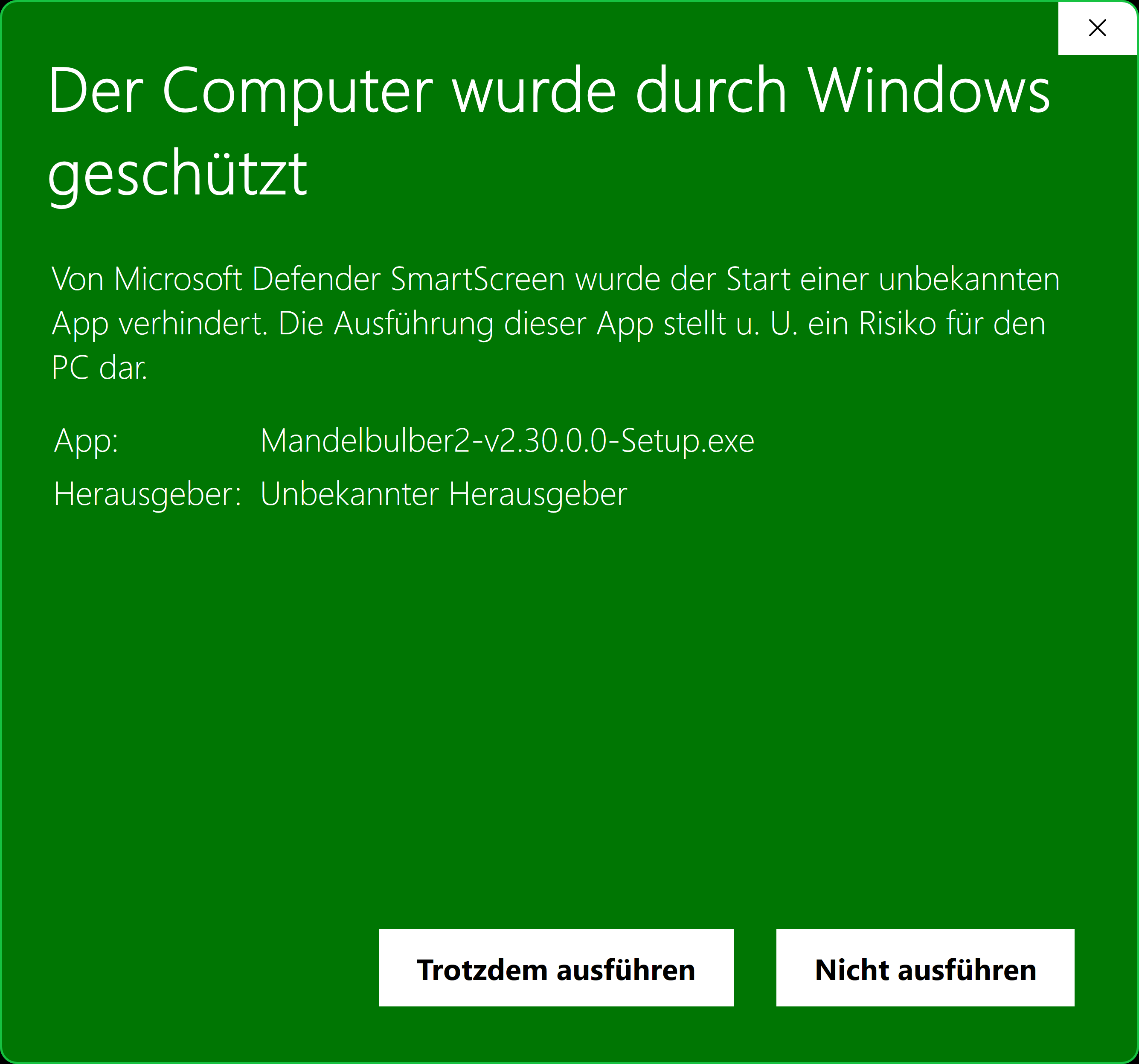
Warnungsmeldung bei Öffnung einer eher unbekannten Setup-Datei

Neben dem Web-Browsing und Downloads überprüft der SmartScreen-Filter auch die Reputation von Anwendungen. Wenn versucht wird, eine Anwendung auszuführen, die nicht weit verbreitet ist und potenziell schädlich sein könnte, warnt der SmartScreen, bevor er die Ausführung der Anwendung zulässt.

## Geschichte und Entwicklung

### Internet Explorer 7: Phishing Filter
Der Vorläufer des SmartScreen-Filters wurde erstmals als „Phishing-Filter“ in Internet Explorer 7 eingeführt. Diese frühe Version konzentrierte sich hauptsächlich darauf, Phishing-Websites zu identifizieren und zu blockieren, also Websites, die Benutzer dazu verleiten sollen, sensible Informationen preiszugeben. Der Phishing-Filter überprüfte nicht jede vom Benutzer besuchte Website, sondern zielte speziell auf solche ab, die als verdächtig bekannt waren. Im Laufe der Zeit entwickelte sich diese Funktionalität zum umfassenden SmartScreen-Filter, der seine Fähigkeiten erweiterte, um Schutz vor verschiedenen Online-Bedrohungen jenseits von Phishing-Versuchen zu bieten. Die kontinuierliche Verbesserung und Integration des SmartScreen-Filters in Windows und Microsoft Edge haben ihn zu einem unverzichtbaren Werkzeug zur Verbesserung der Online-Sicherheit für Windows-Benutzer gemacht.

### Internet Explorer 8
Der SmartScreen-Filter wurde erstmals in das Betriebssystem Windows 8 und den Internet Explorer 8 eingeführt. Seitdem wurde er kontinuierlich verbessert und in die neuesten Versionen von Windows und Microsoft Edge integriert. Microsoft setzt auf einen ständig aktualisierten Dienst, um die Datenbank der bekannten Bedrohungen aktuell zu halten und die Effektivität des Filters zu gewährleisten.

### Internet Explorer 9
Anwendungsreputation Aufbauend auf dem SmartScreen-Filter, der in Internet Explorer 8 eingeführt wurde, erweitert Internet Explorer 9 seinen Schutz vor Malware-Downloads mit der sogenannten SmartScreen-Anwendungsreputation, die unvertrauenswürdige ausführbare Dateien erkennt. Dies warnt eine Person, wenn sie ein ausführbares Programm herunterladen, das keine sichere Reputation hat, von einer Website, die ebenfalls keine sichere Reputation aufweist.

### Internet Explorer Mobile 10
Internet Explorer Mobile 10 war die erste Version von Internet Explorer Mobile, die den SmartScreen-Filter unterstützte.

### Microsoft Edge
Microsoft Edge war Microsofts neuer Browser, der mit Windows 10 eingeführt wurde und ursprünglich auf derselben Windows-Webplattform basierte wie Internet Explorer. Später wurde er auf Googles Chromium-Browser-Plattform umgebaut, um plattformübergreifend auf macOS und in ältere Windows-Versionen wie Windows 8.1 und darunter zu funktionieren. SmartScreen wurde mit jeder Version von Microsoft Edge ausgeliefert und entsprach größtenteils dem Funktionsumfang von Internet Explorer. In fortschrittlichen Versionen wurden Schutzverbesserungen hinzugefügt, die sich auf neue Bedrohungsklassen für Verbraucher, wie beispielsweise Tech-Support-Betrug, oder neue Konfigurierbarkeitsfunktionen für Unternehmen konzentrierten.

### SmartScreen in Windows

#### Windows 8 und Windows 8.1
Die SmartScreen-Filterung auf Desktop-Ebene, die standardmäßig Rufprüfungen für jede aus dem Internet heruntergeladene Datei oder Anwendung durchführt, wurde in Windows 8 eingeführt. Ähnlich wie bei der Funktionsweise von SmartScreen in Internet Explorer 9 wird der Benutzer benachrichtigt, wenn ein Programm keine etablierte gute Reputation hat und das Ausführen des Programms als schädlich für den Computer angesehen werden könnte.
Wenn SmartScreen auf seinen Standardeinstellungen belassen wird, muss der Administrator das Programm starten und ausführen.
Microsoft sah sich Bedenken hinsichtlich der Privatsphäre, Rechtmäßigkeit und Wirksamkeit des neuen Systems ausgesetzt. Es wurde vorgeschlagen, dass die automatische Analyse von Dateien (die das Senden eines kryptografischen Hash-Werts der Datei und der IP-Adresse des Benutzers an einen Server einschließt) dazu verwendet werden könnte, eine Datenbank der Online-Downloads der Benutzer aufzubauen, und dass die Verwendung des veralteten SSL 2.0-Protokolls für die Kommunikation es einem Angreifer ermöglichen könnte, die Daten abzuhören. Als Reaktion darauf gab Microsoft später eine Erklärung ab, in der darauf hingewiesen wurde, dass IP-Adressen nur im Rahmen des normalen Betriebs des Dienstes gesammelt würden und regelmäßig gelöscht würden, dass SmartScreen unter Windows 8 aus Sicherheitsgründen nur SSL 3.0 verwenden würde, und dass über SmartScreen gesammelte Informationen nicht für Werbezwecke verwendet oder an Dritte verkauft würden.

#### Windows 10 und Windows 11
Ab Windows 10 hat Microsoft die SmartScreen-Einstellungen in das Windows Defender Security Center integriert. SmartScreen spielt eine wichtige Rolle bei der Blockierung von bösartigen Apps.
Weitere Updates für Windows 10 und Windows 11 haben mehr Konfigurierbarkeit für Unternehmen hinzugefügt, im Rahmen von Microsofts Produkten für den Unternehmenseinsatz im Bereich Endpunktschutz.

### SmartScreen in Outlook
Outlook.com verwendet SmartScreen, um Benutzer vor unerwünschten E-Mail-Nachrichten (Spam/Junk), betrügerischen E-Mails (Phishing) und über E-Mail verbreiteter Malware zu schützen. Nach der anfänglichen Überprüfung des Textkörpers konzentriert sich das System auf die Hyperlinks und Anhänge.

#### Junk-E-Mails (Spam)
Um Spam zu filtern, verwendet der SmartScreen-Filter maschinelles Lernen aus Microsoft Research, das aus bekannten Spam-Bedrohungen und Benutzerfeedback lernt, wenn E-Mails vom Benutzer als „Spam“ markiert werden.
Im Laufe der Zeit helfen diese Präferenzen dem SmartScreen-Filter, zwischen den Merkmalen unerwünschter und legitimer E-Mails zu unterscheiden, und können auch den Ruf von Absendern anhand einer Anzahl von überprüften E-Mails bestimmen. Anhand dieser Algorithmen wird für jede E-Mail-Nachricht eine SCL-Bewertung (Spam Confidence Level Score) vergeben (je niedriger die Punktzahl, desto wünschenswerter). Eine Punktzahl von −1, 0 oder 1 gilt als kein Spam, und die Nachricht wird im Posteingang des Empfängers zugestellt. Eine Punktzahl von 5, 6, 7, 8 oder 9 gilt als Spam und wird in den Junk-Ordner des Empfängers zugestellt. Punktzahlen von 5 oder 6 gelten als verdächtiger Spam, während eine Punktzahl von 9 als definitiv Spam gilt. Die SCL-Bewertung einer E-Mail kann in den verschiedenen X-Headern der empfangenen E-Mail gefunden werden.

#### Phishing
Der SmartScreen-Filter analysiert auch E-Mail-Nachrichten auf betrügerische und verdächtige Weblinks. Wenn solche verdächtigen Merkmale in einer E-Mail gefunden werden, wird die Nachricht entweder direkt in den Spam-Ordner mit einer roten Informationsleiste oben in der Nachricht gesendet, die auf die verdächtigen Eigenschaften hinweist. SmartScreen schützt auch vor gefälschten Domain-Namen (Spoofing) in E-Mails, um zu überprüfen, ob eine E-Mail von der Domain gesendet wird, von der sie behauptet, gesendet zu werden. Hierfür verwendet es die Technologien Sender ID und DomainKeys Identified Mail (DKIM). Der SmartScreen-Filter stellt außerdem sicher, dass E-Mails von authentifizierten Absendern leichter zu erkennen sind, indem er ein grünes Schild-Symbol für die Betreffzeile dieser E-Mails platziert.

## Kritik

### Gültigkeit von Browser-Schutztests
Hersteller anderer Browser haben die von Drittanbietern durchgeführten Tests kritisiert, die behaupten, dass der Internet Explorer im Vergleich zu Chrome, Firefox oder Opera über einen überlegenen Phishing- und Malwareschutz verfügt. Die Kritik konzentrierte sich hauptsächlich auf die mangelnde Transparenz der getesteten URLs und die Nichtberücksichtigung von zusätzlicher, über den Browser hinausgehender Sicherheitsebenen. Google kommentierte beispielsweise: „Der Bericht selbst gibt klar an, dass er die Browsersicherheit in Bezug auf Schwachstellen in Plug-Ins oder den Browsern selbst nicht bewertet“, und Opera äußerte, dass es „seltsam ist, dass sie keine Ergebnisse von unseren Datenanbietern erhalten haben“ und dass „der Schutz vor sozialer Malware kein Indikator für die allgemeine Browsersicherheit ist“.

### Schutz vor Windows-Malware
SmartScreen erstellt Reputationen auf der Grundlage von Code-Signaturzertifikaten, die den Autor der Software identifizieren. Dies bedeutet, dass, sobald eine Reputation aufgebaut wurde, neue Versionen einer Anwendung mit demselben Zertifikat signiert und dieselbe Reputation beibehalten können.
Allerdings müssen Code-Signaturzertifikate alle zwei Jahre erneuert werden. SmartScreen ordnet einem erneuerten Zertifikat kein abgelaufenes zu. Dies bedeutet, dass Reputationen alle zwei Jahre neu aufgebaut werden müssen, wobei Benutzer in der Zwischenzeit beunruhigende Nachrichten erhalten. Erweiterte Validierungszertifikate (EV) scheinen dieses Problem zu vermeiden, sind jedoch teuer und schwer für kleine Entwickler zu erhalten.
Der SmartScreen-Filter stellt ein Problem für kleine Softwareanbieter dar, wenn sie eine aktualisierte Version von Installations- oder Binärdateien über das Internet verteilen. Immer wenn eine aktualisierte Version veröffentlicht wird, antwortet SmartScreen mit der Meldung, dass die Datei nicht häufig heruntergeladen wird und daher schädliche Dateien auf Ihrem System installieren kann. Dies kann vom Autor behoben werden, indem er die verteilte Software digital signiert. Die Reputation basiert dann nicht nur auf dem Hash-Wert einer Datei, sondern auch auf dem Signaturzertifikat. Eine gängige Vertriebsmethode, um SmartScreen-Warnungen zu umgehen, besteht darin, das Installationsprogramm (z. B. Setup.exe) in ein ZIP-Archiv zu packen und es auf diese Weise zu verteilen, obwohl dies unerfahrene Benutzer verwirren kann.
Eine weitere Kritik besteht darin, dass SmartScreen die Kosten für die Entwicklung von nicht kommerzieller und kleinskaliger Software erhöht. Entwickler müssen entweder Standard-Code-Signaturzertifikate oder teurere erweiterte Validierungszertifikate erwerben. Erweiterte Validierungszertifikate ermöglichen es dem Entwickler, sofort eine Reputation bei SmartScreen aufzubauen, sind aber oft für Personen, die Software entwickeln, sei es kostenlos oder nicht für sofortigen Profit, unerschwinglich. Die Standard-Code-Signaturzertifikate stellen jedoch eine „Zwickmühle“ für Entwickler dar, da SmartScreen-Warnungen Menschen zögern lassen, Software herunterzuladen, was wiederum Downloads erfordert, um zuerst SmartScreen zu bestehen, das Bestehen von SmartScreen erfordert die Erlangung von Reputation, und die Erlangung von Reputation hängt von Downloads ab.

### Datenübertragung an Microsoft
Wie einige weitere Funktionen in Windows, steht auch SmartScreen in der Kritik, Telemetrie-Daten an Microsoft zu übertragen.